# Daïra de Ksar Boukhari
Pour les articles homonymes, voir Boukhari.
La daïra de Ksar Boukhari est une circonscription administrative algérienne située dans la wilaya de Médéa et la région du Titteri. Son chef-lieu est situé sur la commune éponyme de Ksar Boukhari.
La daïra regroupe les trois communes de Ksar Boukhari, Meftaha et Saneg.